# 시흥대로 (안산 시흥)
시흥대로(始興大路)는 경기도 안산시 단원구 원시동에서 도일사거리에서 시흥시 신천동복음자리입구교차로를 잇는 도로이다.

## 주요 경유지
경기도
- 안산시 단원구 (선부동) - 시흥시 (연성동 - 매화동 - 신현동 - 은행동 - 신천동)

## 노선 경로
전 구간 국도 제39호선에 속하므로 이에 대한 별도 표기는 생략한다.
| 이름                      | 접속 노선                            | 경유지        | 경유지        | 경유지        | 비고          |
| 산단로와 직결             | 산단로와 직결                        | 산단로와 직결 | 산단로와 직결 | 산단로와 직결 | 산단로와 직결 |
| ------------------------- | ------------------------------------ | ------------- | ------------- | ------------- | ------------- |
| 도일사거리 (선부고가교)   | 산단로 순환로 군자로                 | 안산시        | 단원구        | 선부동        |               |
| 연성삼거리 (장현지하차도) | 시흥대로412번길                      | 시흥시        | 연성동        | 연성동        |               |
| 시청입구삼거리            | 시청로                               | 시흥시        | 연성동        | 연성동        |               |
| 둔대 교차로               | 동서로                               | 시흥시        | 연성동        | 연성동        |               |
| (이름없음)                | 지방도 제330호선 (제3경인고속화도로) | 시흥시        | 연성동        | 연성동        |               |
| 하중교차로 (관곡교)       | 마유로                               | 시흥시        | 연성동        | 연성동        |               |
| (이름없음)                | 비류대로                             | 시흥시        | 연성동        | 연성동        |               |
| 포동사거리                | 시흥대로789번길 하중로               | 시흥시        | 매화동        | 매화동        |               |
| 포리1교                   |                                      | 시흥시        | 매화동        | 매화동        |               |
|                           | 신현동                               | 시흥시        |               |               |               |
| 은행2육교                 |                                      | 시흥시        | 은행동        | 은행동        |               |
| 복음자리입구교차로        | 국도 제42호선 (수인로)               | 시흥시        | 신천동        | 신천동        |               |

## 주요건물및 시설
- 시흥능곡역 (시흥대로 지하 327)
- SK에너지 e에너지 시흥주유소 (시흥대로 342/능곡동 504)
- 시흥시청역 (시흥대로 지하 467)
- S-OIL 영광셀프주유소 (시흥대로 869/미산동 501-2)
- SK에너지 KH직영 미산주유소 (시흥대로 944/미산동 251-1)
- GS칼텍스 시흥주유소 (시흥대로 1049/신천동 892-4)
- 이디야 시흥신일점 (시흥대로 1069/신천동 888-10)
- 신협 경기시흥신협 신천1지점 (시흥대로 1122/신천동 83-11)
- CU (시흥대로 1143/신천동 782-1)